# SOHO China
SOHO China (chinesisch: SOHO中国) ist ein chinesischer Immobilienentwickler, der in erster Linie im Büro- und Gewerbesektor tätig ist und auch einige Wohn- und Mischnutzungsobjekte im Portfolio hat. Der Name SOHO leitet sich von der englischen Phrase „Smart Office, Home Office“ ab, da das Unternehmen beschloss, Büroräume und Wohnungen im selben Gebäude zu kombinieren, häufig in großen Städten wie Peking oder Shanghai. SOHO China ist bekannt für seine moderne Architektur, die u. a. von Persönlichkeiten wie der irakischen Architektin Zaha Hadid und dem japanischen Architekten Kengo Kuma entworfen wurde. Viele der Immobilienprojekte des Unternehmens wurden für ihr Design ausgezeichnet.

## Geschichte
SOHO China wurde 1995 von Zhang Xin und Pan Shiyi gegründet. Die ersten Projekte von SOHO befanden sich in Peking, und das Unternehmen hat die Stadt so stark geprägt, dass Zhang Xin als „die Frau, die Peking gebaut hat“ bezeichnet wird. Mit dem Aufschwung der chinesischen Wirtschaft konnte SOHO China von der wachsenden Nachfrage nach Gewerbeimmobilien profitieren. Innerhalb von 10 Jahren nach seiner Gründung wurde das Unternehmen zum größten Bauherren von Gewerbeimmobilien in China. Am 8. Oktober 2007 ging SOHO China an die Börse von Hongkong und erzielte dabei einen Erlös von 1,9 Milliarden US-Dollar, der größte bis dahin durchgeführte Börsengang eines Privatunternehmens in China, woraufhin das Unternehmen in der Lage war, aggressiver in die Immobilienmärkte in Peking und Shanghai einzusteigen. Ab 2012 begann das Unternehmen auch Gewerbeflächen, welches es entwickelte, zu vermieten.
Im Juni 2021 trafen Pan und Zhang eine Vereinbarung über den Verkauf einer Mehrheitsbeteiligung an Blackstone für 3 Milliarden Dollar. Im September 2021 scheiterte die Übernahme allerdings.

## Projekte

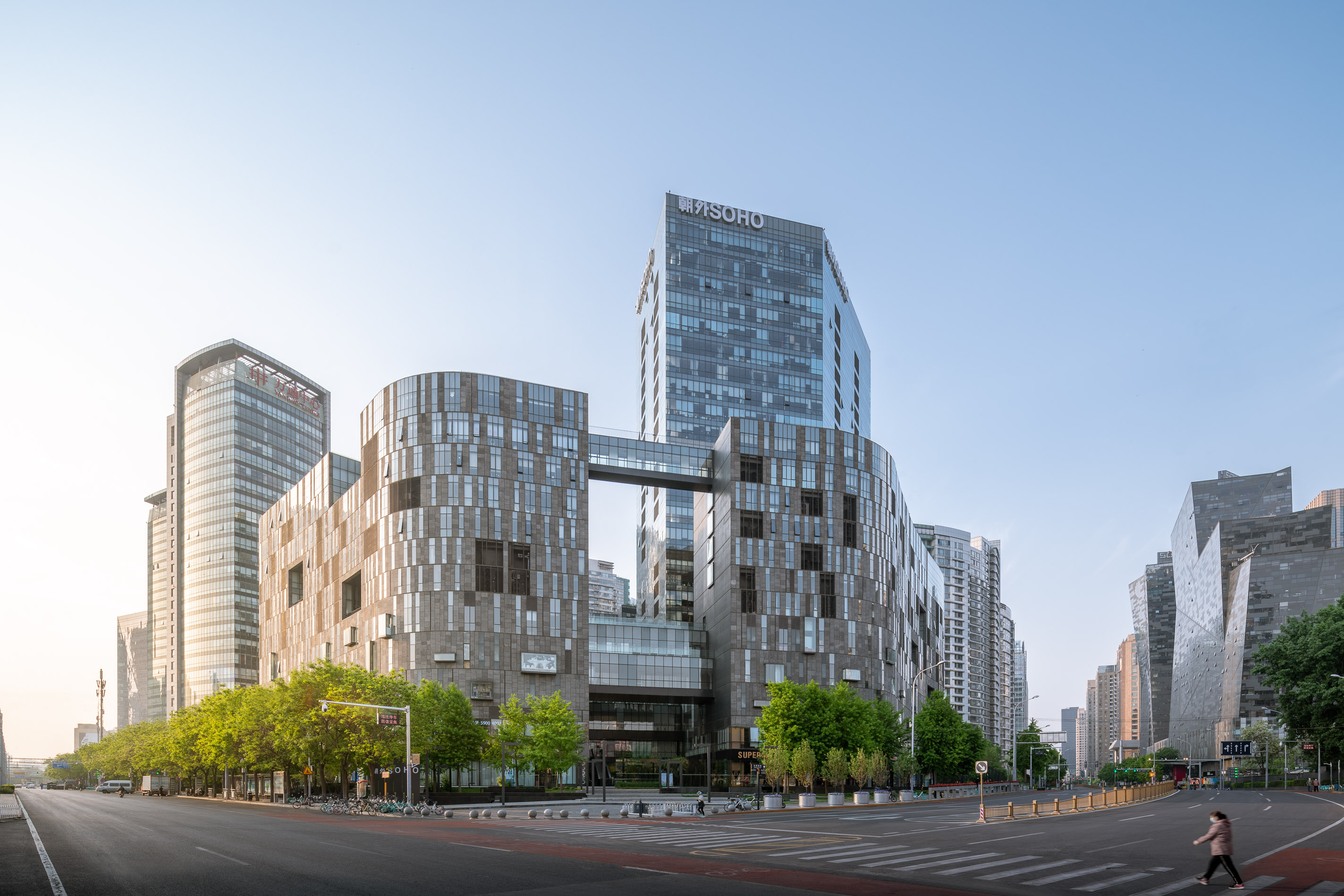
Chaowai SOHO (Hauptsitz)
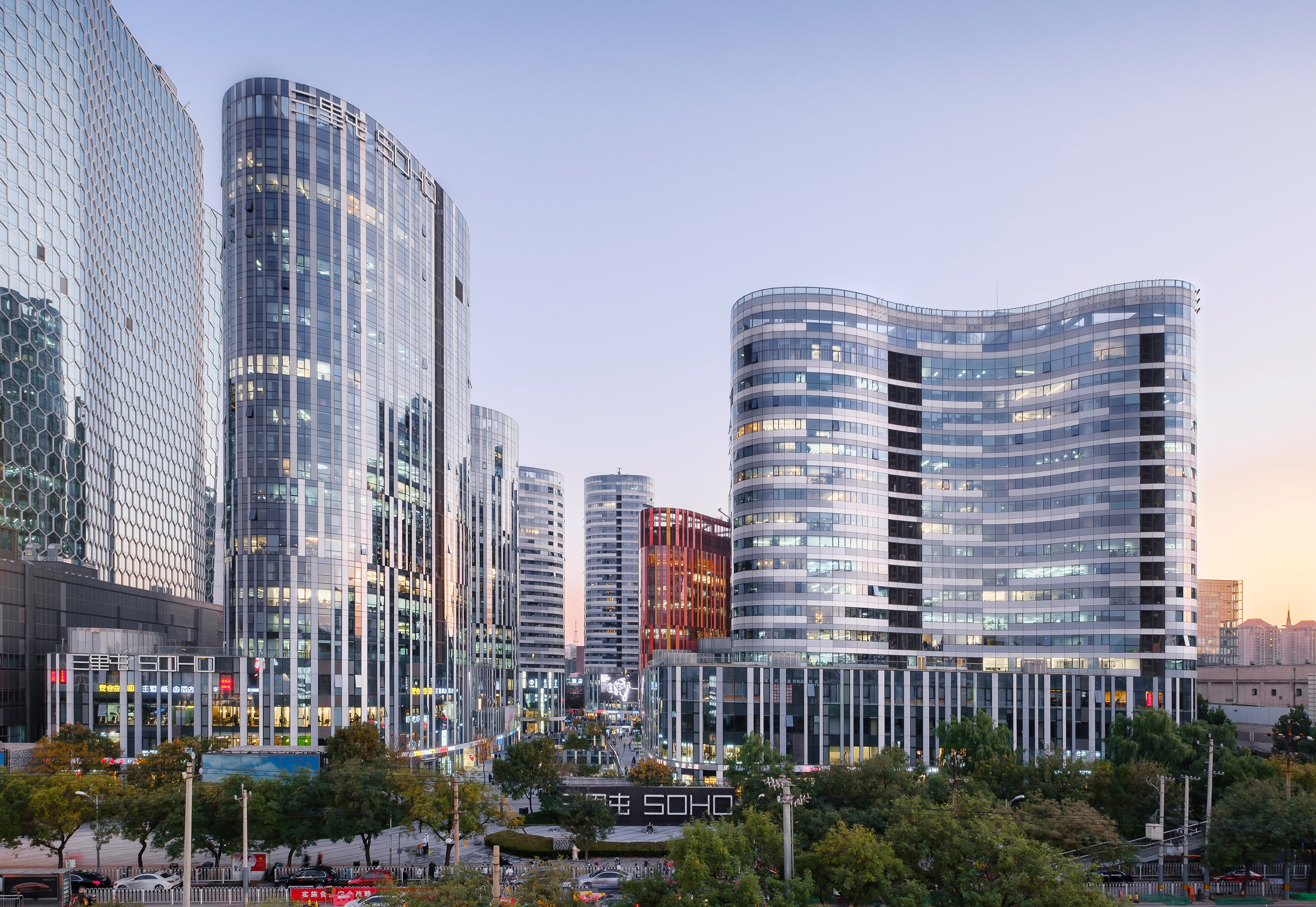
Sanlitun SOHO
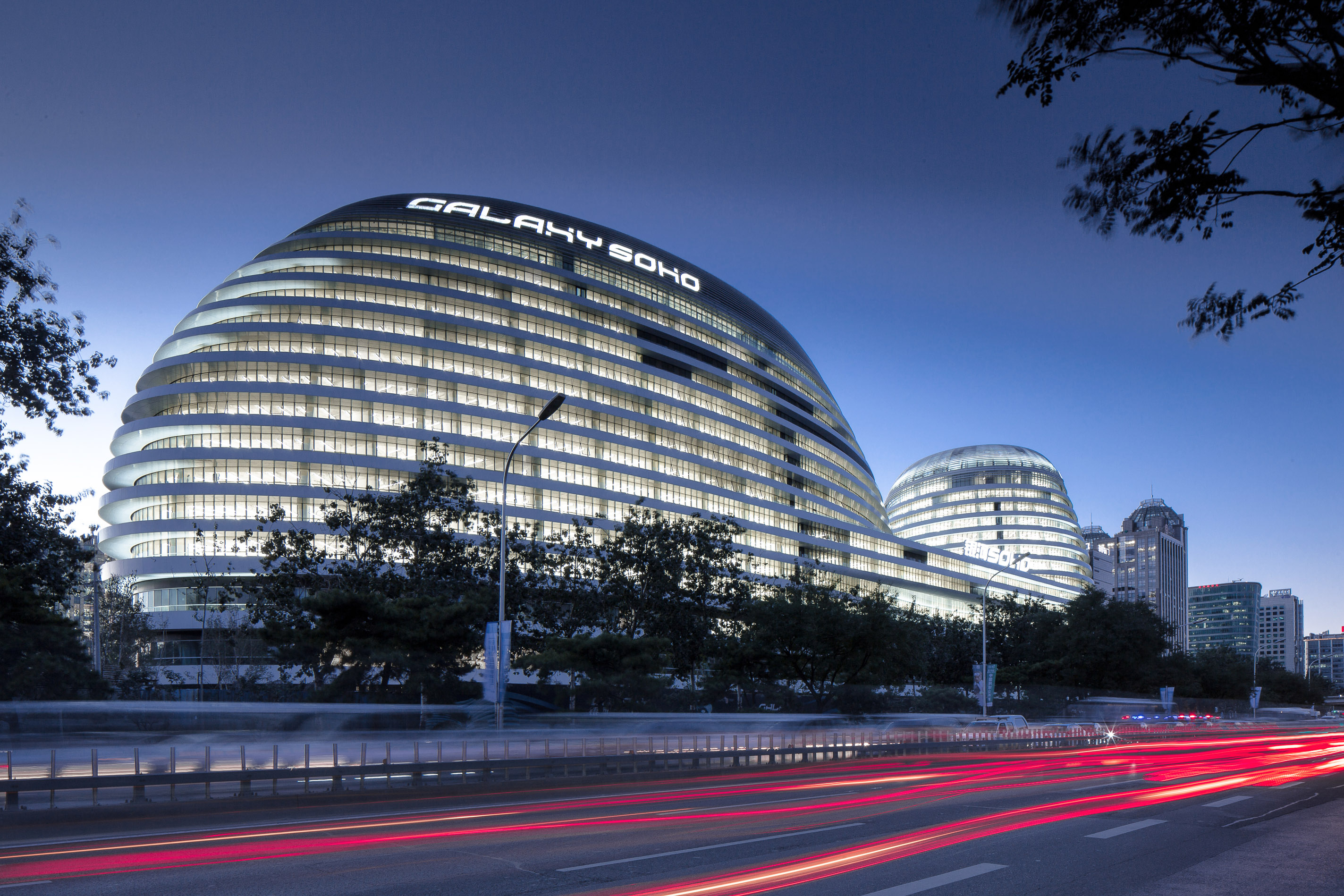
Galaxy SOHO
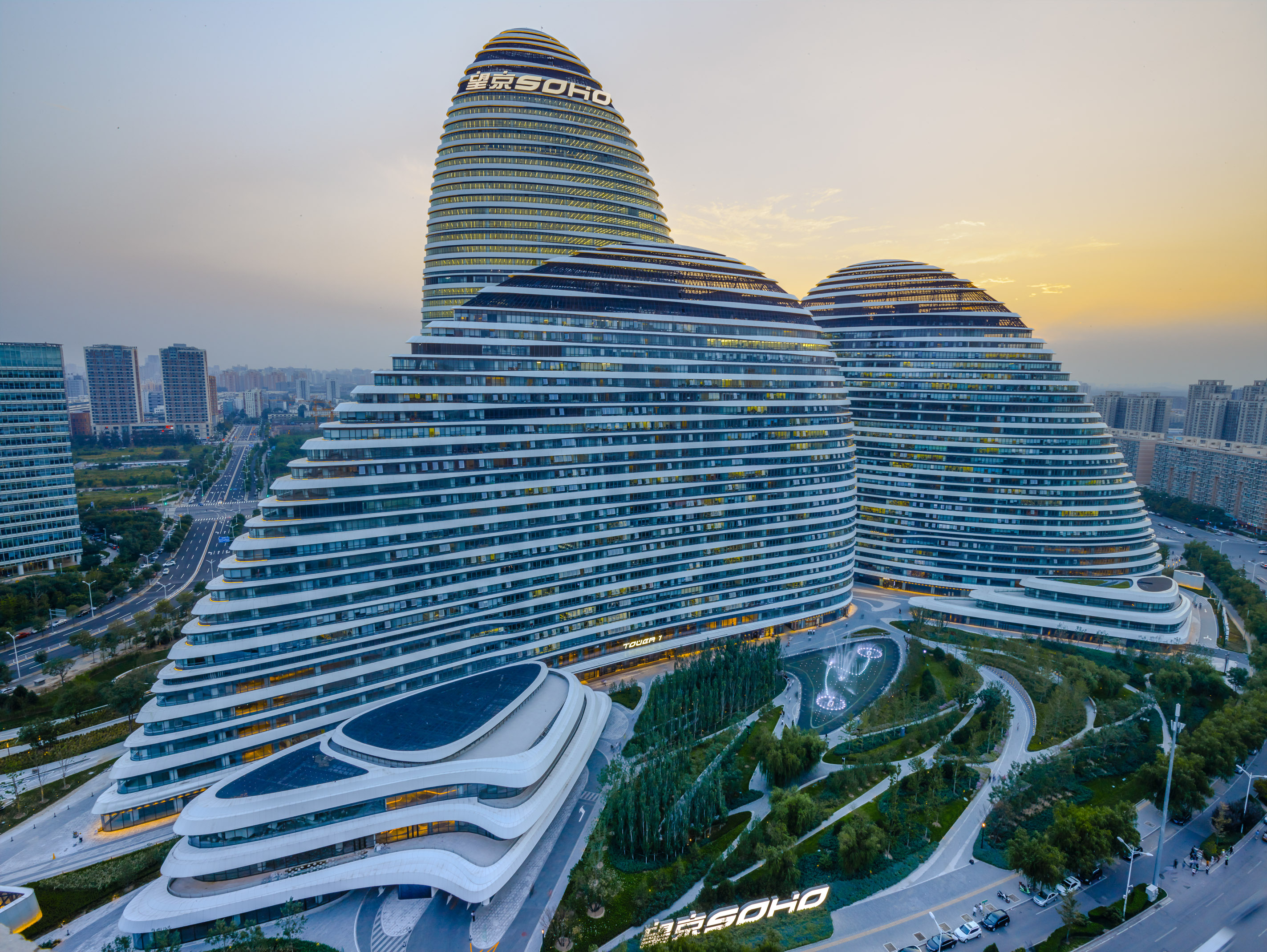
Wangjing SOHO
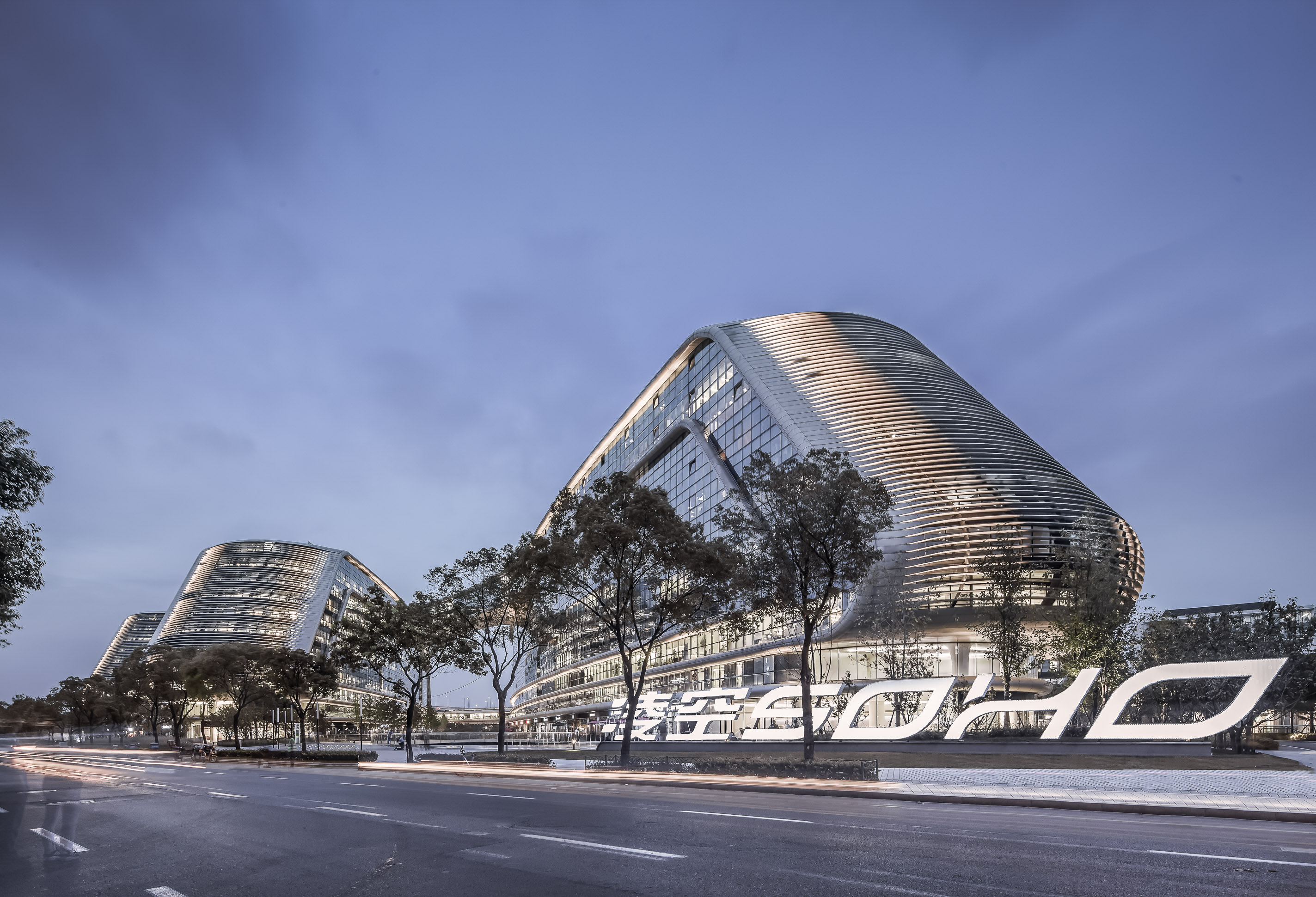
Sky SOHO
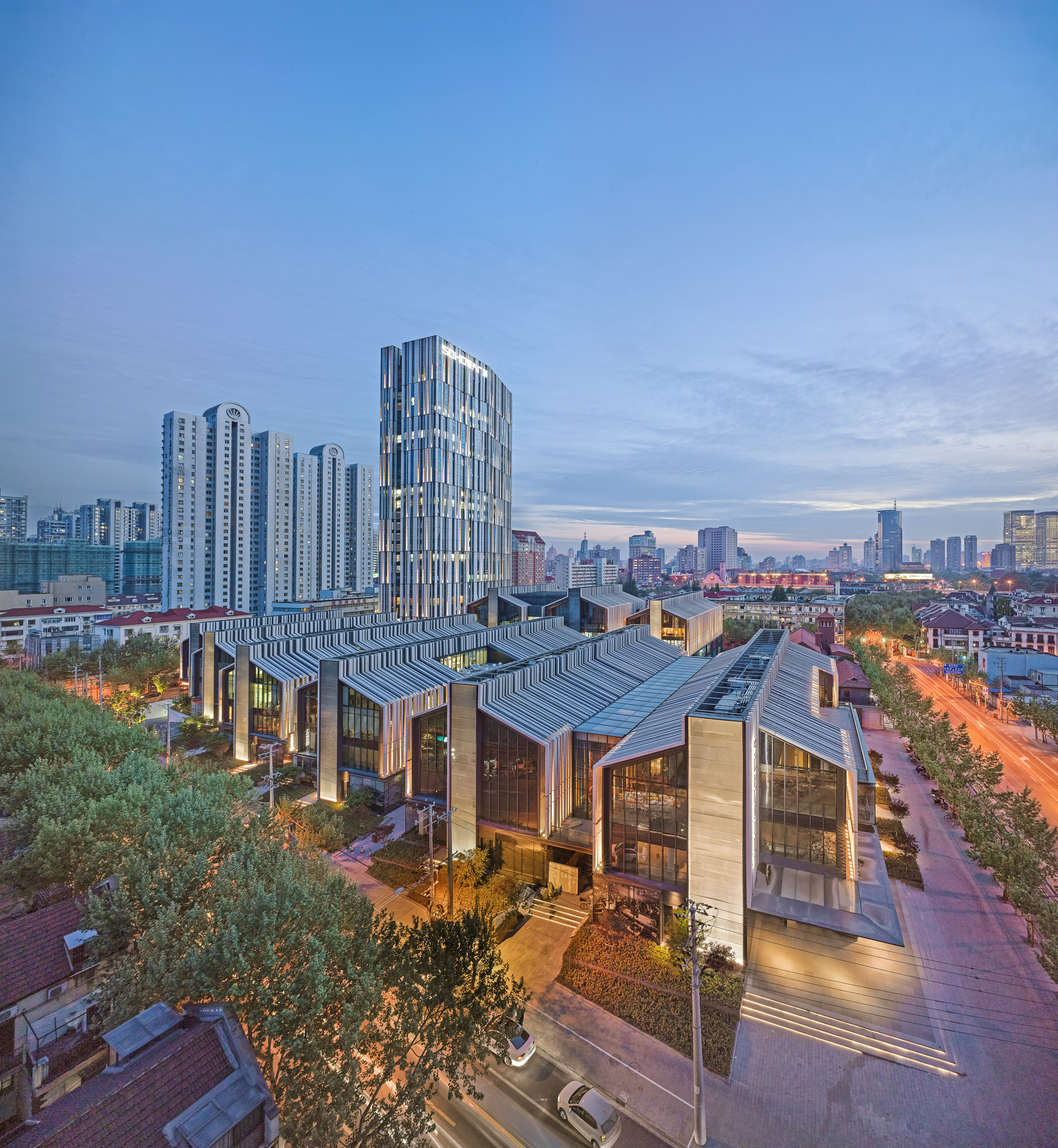
FuXing Plaza